# The Bond Between
The Bond Between er en amerikansk stumfilm fra 1917 af Donald Crisp.

## Medvirkende
- George Beban som Pierre Duvl.
- John Burton som Hans von Meyernick.
- Nigel De Brulier som Feole Zelnar.
- Paul Weigel som Carl Riminoss.
- Colin Chase som Jacques Duval.